# 碎片／Flag
『碎片／Flag』是日本創作歌手・川嶋愛在2008年8月20日發售的第16張單曲。

## 概要
距前作『Door Crawl』約九個月之後發售的作品。總計第五張雙A面單曲。
推出了通常盤和初回限定盤兩個版本。初回限定盤封面和通常盤不同，並附上了收錄有「碎片」的PV的特典DVD。PV導演為徳田慎一郎。
「碎片」是為了活動「dff 川嶋愛慈善歌曲點擊捐贈」所寫下的歌曲。此外也是日本朝日電視台連續劇『その男、副署長（第2季）』的主題曲，是繼『與你･････』之後連續兩季擔任該劇的主題曲。
c/w收錄了和嘉利吉58合作完成的「太陽電車」。
川嶋愛本人決定在2008年僅推出這一張單曲。

## 收錄曲
- 全作詞・作曲：川嶋愛

### 通常盤
1. 碎片
編曲：宗本康兵
為了活動「dff 川嶋愛慈善歌曲點擊捐贈」所寫下的歌曲。
PV的拍攝地點為川嶋愛的自家[4]。
2. Flag
編曲：enzo
日本CS放送‧家庭戲劇頻道的連續劇『虹への手紙[5]』主題歌
3. 太陽電車
編曲：嘉利吉58
擔任編曲的是和川嶋愛在神戶共同演出慈善演唱會的嘉利吉58。
此歌曲是川嶋愛想著自己的母親所寫下的，標題的太陽代表了「母親」、電車代表了「時間」[4]。

### 初回限定盤DVD
1. 碎片　（Music Video）
2. 碎片　（Making）